# 吉本プラモデル部
吉本プラモデル部（よしもとプラモデルぶ）は、吉本興業に所属するお笑い芸人たちを中心に結成された、プラモデルを主題とするYouTubeチャンネルおよびクラブ活動の名称。公式プロジェクト「ブカツ！」の一環として、2015年1月26日に活動を開始した。部長はお笑いコンビパンクブーブーの佐藤哲夫、副部長はハイキングウォーキングの鈴木Q太郎が務めていた（現在は平部員）。プラモデル制作を通じて幅広い世代に模型文化を広めることを目的としている。

## 主なコンテンツ
プラモデルの組み立て・改造・塗装方法を解説する動画を中心に、バラエティ豊かな企画を展開している。部員がプラモデルの製作を生配信形式で実況するほか、キットのレビュー、著名モデラーとの対談企画などを行う。また、プラモを使った大喜利や「iQOSをロボット風に改造」など、ユーモアを交えた独自企画も人気がある。

## 影響力
YouTubeチャンネルの登録者数は2023年現在、約18万人。総再生回数は約8,000万回を超える。視聴者層はプラモデルに親しむ30代〜40代の男性が中心だが、初心者や若年層にも人気が高い。ホビー専門誌や各種イベントにも出演し、模型業界への影響力も高い。

## 出演者・メンバー
- 佐藤哲夫（元部長、お笑いコンビ「パンクブーブー」）
- 鈴木Q太郎（元副部長、お笑いコンビ「ハイキングウォーキング」）
- 佐藤ピリオド.（ピン芸人）
- 若井おさむ（ピン芸人、ガンダム専門）
- 森木俊介（お笑いコンビ「ラフ・コントロール」）
- アイバー （大阪支部長・芸人）
- 横山きよし（お笑いコンビ「ものいい」）
- 加藤てっきゅう（部長、元マーブルB）
- 山口マサ (副部長、ステロタイプA)

他、吉本芸人を中心に十数名の部員が所属している。

## ゲストモデラー
- 桜井信之（サクライ総統） - プロモデラーとして活躍し、プラモデル業界でも著名。
- オオゴシトモエ - 女性モデラーの第一人者として知られ、多数の模型関連書籍を執筆している。
- チョートクヨシタカ - 艦船模型を中心に活動するプロモデラー。
- POOH熊谷 - 主にカーモデルを得意とする著名プロモデラーで、作品の作例も多数公開されている。

## 関連メディア
TwitterやInstagramなどSNSでも情報発信を行うほか、『全日本模型ホビーショー』、『静岡ホビーショー』、『ワンダーフェスティバル』などの模型イベントにも参加している。2021年には書籍『吉本プラモデル部活動記』が刊行された。また、オリジナルグッズの販売やプラモデルメーカーとのコラボレーション企画も行っている。

## 特筆すべきエピソード
- 石坂浩二が生配信にゲスト出演し、業界内外で話題を呼んだ。
- テレビ番組『NEWSの全力!!メイキング』（テレビ朝日系列、2022年放送）に出演し、史上最大級のジオラマ製作企画に挑戦した。